# Europarlamentari della Romania della VI legislatura
Gli europarlamentari della Romania della VI legislatura, eletti in occasione delle elezioni europee del 2007, furono i seguenti.

## Composizione storica
| Deputato                 | Lista di elezione                     | Gruppo |
| ------------------------ | ------------------------------------- | ------ |
| Roberta Alma Anastase    | Partito Democratico                   | PPE-DE |
| Sebastian Valentin Bodu  | Partito Democratico                   | PPE-DE |
| Victor Boștinaru         | Partito Social Democratico            | PSE    |
| Nicodim Bulzesc          | Partito Democratico                   | PPE-DE |
| Cristian Bușoi           | Partito Nazionale Liberale            | ALDE   |
| Titus Corlățean          | Partito Social Democratico            | PSE    |
| Corina Crețu             | Partito Social Democratico            | PSE    |
| Gabriela Crețu           | Partito Social Democratico            | PSE    |
| Magor Imre Csibi         | Partito Nazionale Liberale            | ALDE   |
| Daniel Dăianu            | Partito Nazionale Liberale            | ALDE   |
| Dragoș Florin David      | Partito Democratico                   | PPE-DE |
| Constantin Dumitriu      | Partito Democratico                   | PPE-DE |
| Petru Filip              | Partito Democratico                   | PPE-DE |
| Sorin Frunzăverde        | Partito Democratico                   | PPE-DE |
| Monica Maria Iacob-Ridzi | Partito Democratico                   | PPE-DE |
| Ramona Nicole Mănescu    | Partito Nazionale Liberale            | ALDE   |
| Marian-Jean Marinescu    | Partito Democratico                   | PPE-DE |
| Cătălin-Ioan Nechifor    | Partito Social Democratico            | PSE    |
| Rareș-Lucian Niculescu   | Partito Democratico                   | PPE-DE |
| Dumitru Oprea            | Partito Liberale Democratico          | PPE-DE |
| Ioan Mircea Pașcu        | Partito Social Democratico            | PSE    |
| Maria Petre              | Partito Democratico                   | PPE-DE |
| Rovana Plumb             | Partito Social Democratico            | PSE    |
| Mihaela Popa             | Partito Democratico                   | PPE-DE |
| Nicolae Vlad Popa        | Partito Liberale Democratico          | PPE-DE |
| Daciana Octavia Sârbu    | Partito Social Democratico            | PSE    |
| Adrian Severin           | Partito Social Democratico            | PSE    |
| Csaba Sógor              | Unione Democratica Magiara di Romania | PPE-DE |
| Theodor Dumitru Stolojan | Partito Liberale Democratico          | PPE-DE |
| Silvia-Adriana Țicău     | Partito Social Democratico            | PSE    |
| László Tőkés             | Indipendente                          | NI     |
| Adina-Ioana Vălean       | Partito Nazionale Liberale            | ALDE   |
| Renate Weber             | Partito Nazionale Liberale            | ALDE   |
| Iuliu Winkler            | Unione Democratica Magiara di Romania | PPE-DE |
| Marian Zlotea            | Partito Democratico                   | PPE-DE |

## Modifiche intervenute

### Partito Democratico
- In data 24.06.2008 a Sorin Frunzăverde (eletto presidente del consiglio del distretto di Caraș-Severin in occasione delle elezioni locali del 2008) subentra Flaviu Călin Rus[1].
- In data 01.03.2009 a Marian Zlotea (nominato direttore dell'Autorità nazionale sanitaria per la sicurezza degli alimenti - ANSVSA), subentra Ioan Lucian Hămbășan[2][3].
- In data 22.12.2008 a Roberta Alma Anastase (eletta alla Camera in occasione delle parlamentari del 2008) subentra Adrian Manole; a Monica Maria Iacob-Ridzi (eletta alla Camera) subentra Iosif Matula; a Mihaela Popa (eletta al Senato) subentra Călin Cătălin Chiriță; a Petru Filip (eletto al Senato) subentra Alexandru Nazare[4].

### Partito Social Democratico
- In data 21.01.2009 a Titus Corlățean (eletto al Senato) subentra Viorica Dăncilă; a Cătălin-Ioan Nechifor (eletto alla Camera) subentra Alin Lucian Antochi[5].

### Partito Liberale Democratico
- In data 22.12.2008 a Dumitru Oprea (eletto al Senato) subentra Daniel Petru Funeriu[4].

### Unione Democratica Magiara di Romania
- A seguito della rinuncia di György Frunda (nominato presidente della commissione giustizia dell'Assemblea parlamentare del Consiglio d'Europa) è proclamato eletto Iuliu Winkler[6].

### Modifiche intervenute nella rappresentanza dei partiti nazionali e nei gruppi politici
- In data 10.04.2008 László Tőkés lascia il gruppo dei Non iscritti e aderisce al gruppo Verdi/ALE[7].
- In data 08.04.2008 gli europarlamentari del Partito Democratico e del Partito Liberale Democratico aderiscono al Partito Democratico Liberale in conseguenza della fusione di detti partiti nel nuovo soggetto politico[8].

## Tabelle di sintesi

### Gruppi parlamentari europei
Di seguito tabella riassuntiva del numero dei mandati suddivisi per gruppo parlamentare ad inizio e fine legislatura e al 1º gennaio di ogni anno.
| Gruppo parlamentare | Gruppo parlamentare                                              | Gruppo parlamentare | Inizio Leg. | 2008 | 2009 | Fine Leg. |
| ------------------- | ---------------------------------------------------------------- | ------------------- | ----------- | ---- | ---- | --------- |
|                     | Gruppo del Partito del Socialismo Europeo                        | PSE                 | 10          | 10   | 10   | 10        |
|                     | Gruppo del Partito Popolare Europeo                              | PPE                 | 18          | 18   | 18   | 18        |
|                     | Gruppo dell'Alleanza dei Democratici e dei Liberali per l'Europa | ALDE                | 6           | 6    | 6    | 6         |
|                     | I Verdi/Alleanza Libera Europea                                  | Verdi/ALE           | -           | -    | 1    | 1         |
|                     | Non iscritti                                                     | NI                  | 1           | 1    | -    | -         |

### Partiti rumeni
Di seguito tabella riassuntiva del numero dei mandati suddivisi per partito politico ad inizio e fine legislatura e al 1º gennaio di ogni anno.
| Partito | Partito                               | Partito | Inizio Leg. | 2008 | 2009 | Fine Leg. |
| ------- | ------------------------------------- | ------- | ----------- | ---- | ---- | --------- |
|         | Partito Social Democratico            | PSD     | 10          | 10   | 10   | 10        |
|         | Partito Democratico Liberale          | PD-L    | -           | 16   | 16   | 16        |
|         | Partito Democratico                   | PD      | 13          | -    | -    | -         |
|         | Partito Liberale Democratico          | PLD     | 3           | -    | -    | -         |
|         | Partito Nazionale Liberale            | PNL     | 6           | 6    | 6    | 6         |
|         | Unione Democratica Magiara di Romania | UDMR    | 2           | 2    | 2    | 2         |
|         | Indipendente                          | Ind.    | 1           | 1    | 1    | 1         |